# Rio Grande
Rio Grande (cunoscut în Mexic sub numele de Río Bravo del Norte) este al patrulea fluviu ca lungime din Statele Unite, cu o lungime de 3.034 km. El izvorăște din Munții San Juan din statul Colorado, traversează statul New Mexico și formează granița dintre Texas și statele mexicane Chihuahua, Coahuila, Nuevo León, și Tamaulipas.
Prin tratatul de la Guadalupe Hidalgo (1848) după războiul dintre Statele Unite și Mexic, frontiera dintre cele două state a fost fixată pe rio Bravo del Norte. 

## Hidronimie
În decursul timpului râul a fost cunoscut sub diferite denumiri:
- Posoge sau P'Osoge denumire sub care este cunoscut de indienii Pueblos. Denumirea înseamnă în limba Pueblo "Râul Mare"
- Río de Nuestra Señora - denumire dată râului în 1540 de expediția lui Hernando de Alvarado
- River of May - denumire dată râului în 1568 de trei marinari englezi naufragiați în zona de vărsare a râului.
- Río de Nuestra Señora de la Concepción și Río Guadalquivir, denumiri date în 1581 de expediția lui Agustín Rodríguez
- Río del Norte și Río Turbio - denumiri date în 1582 de către o expediție finanțată de Antonio de Espejo care a explorat cursul inferior al râului de la confluența cu Río Conchos până la vărsarea în Golful Mexicului.
- Río Bravo - denumire dată în 1598, având semnificația de „Râul Sălbatic”. Denumirea a fost apoi modificată în Río Bravo del Norte care este utilizată în prezent.
- Rio Grande - denumire dată în 1598 de Juan de Oñate în momentul în care a înființat localitatea care este în prezent El Paso. Numele a fost ulterior extins în Rio Grande del Norte care a fost adoptat ca denumire a râului în Statele Unite, de la care s-a revenit ulterior la cea prescurtată de Rio Grande.
- Río de San Buenaventura del Norte - denumire dată în 1675 de Fernando del Bosque llamó
- Río Ganapetuán - denumire dată în 1691 de preotul Damián Massanet
- Río Caudaloso - denumire care apare cu câțiva ani mai târziu
- Río del Norte y de Nuevo México care apare pe o hartă publicată în anul 1700. [2][3]

## Istoric
Río Grande nu a făcut obiectul unor expediții care să studieze întregul curs al râului. Unele din primele expediții care au parcurs o parte din cursul râului a fost cele ale lui Alvar Nuñez Cabeza de Vaca în 1535-1536 și Francisco Vázquez de Coronado în 1540. A mai fost studiat de guvernatorul spaniol Juan Bautista de Anza în 1779, de Zebulon Montgomery Pike în 1806 și de John Charles Frémont în 1849. Principalele lucrări de cartografiere au avut loc abia după 1848, fiind realizate de comisiile de delimitare a frontierei dintre Mexic și Statele Unite, ca urmare a Tratatului de la de Guadalupe Hidalgo în 1848. Ele au fost continuate cu prilejul Tratatului Gadsdendin 1853-54 pentru achiziționarea unor teritorii suplimentare de către Statele Unite, când studiile au fost coordinate de maiorul William Hemsley Emory din partea Statelor Unite și de José Salazar y Larregui din partea Mexicului.
În urma unei debarcări accidentale a lui La Salle pe coasta texană, Franța a considerat că Louisiana se extinde până la Río Bravo. Această revendicare a fost menționată în 1803, când Louisiana a fost cumpărată de Statele Unite de la Franța. Statele Unite au renunțat la această pretenție teritorială prin Tratatul Adam-Onís din 1819, prin care Statele Unite au achiziționat Florida de la Spania și în același timp au fixat frontiera dintre Statele Unite și Viceregatul Noua Spanie pe Red River și Râul Sabine. Ca urmare suzeranitatea asupra teritoriului de pe ambele maluri ale Rio Grande a revenit Spaniei și, ulterior, Mexicului. În 1836 Republica Texas și-a declarat independența. Texasul nu fusese o unitate administrativă distinctă, dar în general era considerat că este limitat la sud de Râul Nueces. Totuși, bazându-se pe diferite documente vechi, noua republică a Texasului a revendicat teritoriul până la Rio Grande del Norte. În momentul negocierilor pentru aderarea la Statele Unite, secretarul de stat al Republicii Texas Stephen F. Austin îi cerea lui William H. Wharton, reprezentantul guvernului din Washington, D.C., să insiste asupra acestei frontiere de sud-est a Texasului. Republica Texană avea un control redus asupra teritoriului dintre Râul Nueces și Rio Grande. Totuși, în timpul războiului dintre Statele Unite și Mexic, Generalul Zachary Taylor a ocupat acest teritoriu, astfel încât la sfârșitul războiului frontiera a fost fixată pe Rio Grande, prin tratatul de la Guadalupe Hidalgo din 1848.